# Dudelange

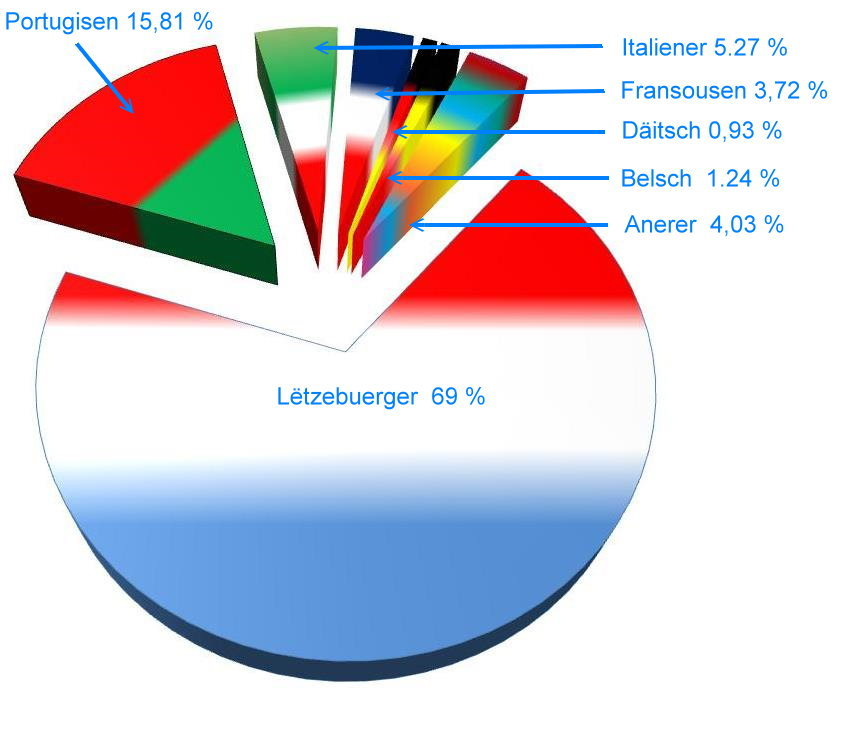
Etnische afkomst van inwoners van Dudelange

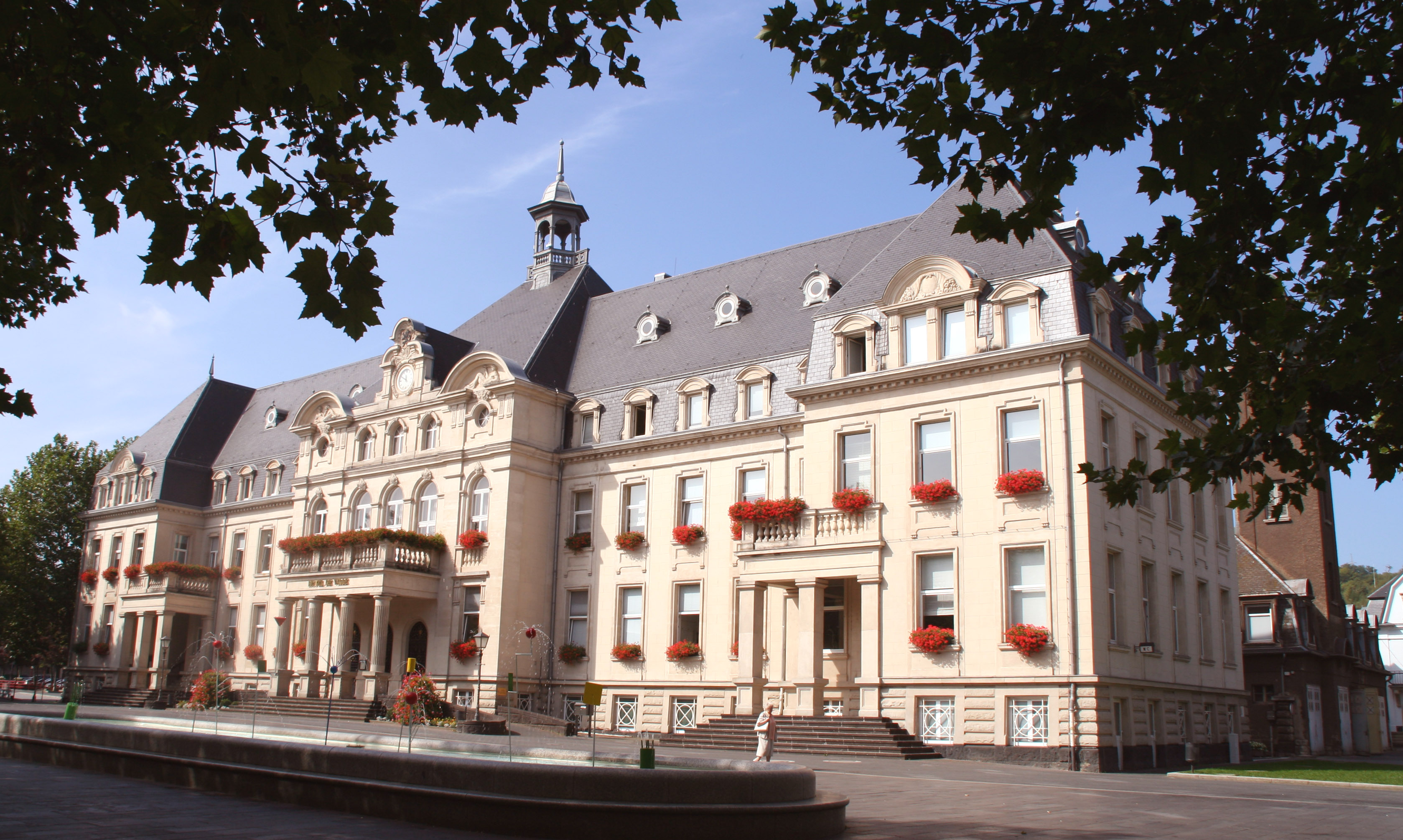
Stadhuis van Dudelange

Dudelange (Luxemburgs: Diddeleng, Duits: Düdelingen) is een stad en gemeente in het Luxemburgse Kanton Esch. De gemeente heeft een totale oppervlakte van 21,38 km² en telde 20480 inwoners op 1 januari 2017, waarvan iets meer dan een kwart van buitenlandse afkomst.

## Ontwikkeling van het inwoneraantal
| Jaar                              | 2001  | 2002  | 2003  | 2004  | 2005  | 2008  | 2011  | 2014  | 2017  | 2018  |
| --------------------------------- | ----- | ----- | ----- | ----- | ----- | ----- | ----- | ----- | ----- | ----- |
| Inwoneraantal                     | 17320 | 17411 | 17502 | 17514 | 17618 | 18052 | 18781 | 19421 | 20480 | 20869 |
| Opmerking: tellingen op 1 januari |       |       |       |       |       |       |       |       |       |       |

## Sport in Dudelange
In Dudelange is een voetbalclub gevestigd die op Luxemburgs niveau behoorlijk succesvol is; F91 Dudelange. De club werd in de periode 2000 tot 2011 negen maal kampioen van Luxemburg. In 2018 bereikte F91 Dudelange voor het eerst in de geschiedenis van het Luxemburgse voetbal de groepsfase van een Europees voetbaltoernooi, de Europa League.

## Verkeer en vervoer
Langs Dudelange lopen de snelwegen A3 en A13. De A3 loopt na Dudelange in zuidelijke richting de grens met Frankrijk over en gaat dan verder als Franse A31.
Dudelange is, voor een stad van haar formaat, goed bediend met openbaar vervoer. Naast stads- en streekbuslijnen heeft Dudelange vier stations: station Dudelange-Burange, station Dudelange-Ville, station Dudelange-Centre en station Dudelange-Usines. Ieder half uur verbindt een pendeltrein (Diddelenger Stadbunn) de vier stations met elkaar en met het nabijgelegen knooppuntstation Bettembourg, en doordeweeks bovendien met het vlakbij gelegen Franse Volmerange-les-Mines. In de spits rijden er enkele treinen na Bettembourg zonder verder nog te stoppen direct door naar Luxemburg Centraal.

## Geboren in Dudelange
- Jean Proess (1896-1978), atleet en olympisch deelnemer
- Léon Berchem (1897-1961), schrijver
- Frantz Kinnen (1905-1979), glazenier
- Aloyse Deitz (1909-1975), beeldhouwer
- Wenzel Profant (1913-1989), beeldhouwer
- Jean-Pierre Junius (1925-2020), kunstschilder
- Nicolas Kettel (1925-1960), voetballer
- Benny Berg (1931-2019), politicus
- Ernest Brenner (1931-2016), voetballer
- Mathias Hinterscheid (1931-2016), vakbondsbestuurder
- Colette Flesch (1937), politica
- Théo Stendebach (1937), voetballer en politicus
- Jean-Pierre Adam (1941-2014), beeldhouwer, graficus en schilder
- Armand Strainchamps (1955-2023), beeldhouwer, schilder en filmmaker
- Marc Romersa (1956), hoogspringer
- Jean-Marie Biwer (1957), kunstschilder
- Roland Bombardella (1957), sprintatleet
- René Peters (1981), voetballer
- Ben Gastauer (1987), wielrenner
- Fleur Maxwell (1988), kunstschaatsster

## Politiek
De gemeenteraad van Dudelange bestaat uit 17 leden (Conseilleren), die om de zes jaar verkozen worden volgens een proportioneel kiesstelsel.

### Resultaten
| 1999-2005 De 15 zetels zijn als volgt verdeeld:  | 2005-2011 De 17 zetels zijn als volgt verdeeld: | 2011-2017 De 17 zetels zijn als volgt verdeeld: | 2017-2023 De 19 zetels zijn als volgt verdeeld: |
| Bron: Ministerie van Binnenlandse Zaken / RTL.lu |                                                 |                                                 |                                                 |

### Gemeentebestuur
Na de gemeenteraadsverkiezingen van 2011 trad een coalitie van LSAP en CSV aan, met 13 zetels. Burgemeester werd Dan Biancalana (LSAP).